# Winners & Sinners

## Winners & Sinners / Five Lucky Stars / Wu fu Xing
Från 1983, regisserad av Sammo Hung.
Med Sammo Hung, Richard Ng, Charlie Shin, Fung Shui Fan, John Shum, Cherie Chung, Lam Ching Ying. Jackie Chan och Yuen Biao skymtar förbi i en kort scen. 
Producerad av Raymond Chow. 
1 tim 43 min.
En grupp brottslingar som kommer ut från fängelset börjar om på nytt tillsammans med en städfirma. Av en slump hamnar ett par stulna tryckplåtar i deras bil och snart jagar maffian dem. Mer komik än action, mest rörande hur brottslingarna svärmar kring systern till en av brottslingarna och handlingen känns på sina ställen långt från trovärdig. Men underhållande med några actionscener med Jackie Chan som spelar polis.
Winners and sinners 2 och Winners and sinners 3 är kopplade med varandra, men inte med denna film förutom att flera av skådespelarna återkommer.